# Goethe nella campagna romana
Goethe nella campagna romana (in tedesco Goethe in der römischen Campagna) è un olio su tela realizzato dal pittore e incisore tedesco Johann Heinrich Wilhelm Tischbein nel 1787.

## Descrizione
L'immagine (164 × 206 cm) mostra il poeta di un quarto di profilo, appoggiato su blocchi di pietra che possono essere identificati come le macerie di un obelisco egizio caduto. Il suo sguardo è serio e pensoso in lontananza. Indossa un mantello leggero simile a un mantello sotto il quale è visibile una giacca rossa, pantaloni color ocra, calze di seta azzurre e un cappello floscio grigio-azzurro.

## Importanza
È uno dei dipinti più popolari in Germania. Mostra Johann Wolfgang von Goethe durante il suo primo viaggio in Italia nel 1786. Questo ritratto fu venduto da un collezionista privato allo Städelsches Kunstinstitut di Francoforte sul Meno, nel 1887, dove da allora è stato conservato.

## Discussione sui difetti anatomici
La rappresentazione di Goethe presenta notevoli difetti anatomici. La gamba sinistra del poeta sembra innaturalmente lunga, le proporzioni tra gambe e busto sono irritanti quanto la posizione delle spalle rispetto alle gambe, sono raffigurati due piedi sinistri con le scarpe corrispondenti. Il motivo della strana anatomia non è l'inettitudine artistica, ma la storia di come è stata creata: Tischbein non riuscì a completare il dipinto, iniziato nel 1786, prima di dover lasciare Napoli nel 1799. Quindi non l'ha nemmeno firmato.
Le indagini sull'applicazione della pittura hanno mostrato che presumibilmente solo la testa, il cappello e il mantello di Goethe, così come il suo piede sinistro, furono eseguiti in dettaglio. Apparentemente un artista dilettante sconosciuto ha aggiunto le superfici mancanti e ha copiato il piede sinistro dipinto da Tischbein riproducendo il piede destro effettivo. Uno sguardo alla scarpa destra goffamente dipinta lo conferma: a differenza di quella sinistra, non si vede un fiocco elegante, come mostrato da Tischbein, ma lacci piuttosto disordinati. Secondo il Museo Städel, le aggiunte successive non possono essere viste ai raggi X perché sono state realizzate solo pochi anni dopo il frammento originale. Si dice che né Tischbein né Goethe abbiano mai visto il quadro "finito".